# Roger Spottiswoode
John Roger Spottiswoode (ur. 5 stycznia 1945 w Ottawie) – kanadyjski reżyser i scenarzysta filmowy i telewizyjny.
Karierę rozpoczął jako montażysta w latach 70. Stworzył wiele ważnych filmów i produkcji telewizyjnych, takich jak Pod ostrzałem (1983) czy osiemnastą część serii z Jamesem Bondem, Jutro nie umiera nigdy (1997), z Pierce’em Brosnanem w roli głównej. Spottiswoode był członkiem zespołu scenarzystów odpowiedzialnego za 48 godzin (1982) z Eddiem Murphym i Nickiem Nolte.

## Filmografia

### Reżyseria
- 1980: Terror w pociągu
- 1983: Pod ostrzałem
- 1989: Turner i Hooch
- 1990: Air America
- 1992: Stój, bo mamuśka strzela
- 1997: Jutro nie umiera nigdy
- 2000: 6-ty dzień
- 2003: Projekt Jelcyn
- 2005: Podstępny Ripley
- 2007: Podać rękę diabłu
- 2008: Dzieci z Jedwabnego Szlaku
- 2016: Kot Bob i ja
- 2018: Dom na plaży

### Montaż
- 1971: Nędzne psy
- 1973: Pat Garrett i Billy Kid

### Scenariusz
- 1982: 48 godzin